# Nationale 1 1996-1997 (hockey su pista)
Il Nationale 1 1996-1997 è stata l'81ª edizione del torneo di primo livello del campionato francese di hockey su pista; fu disputato dal 28 settembre 1996 al 19 maggio 1997.
Il titolo fu conquistato dal Quévert, al suo primo titolo.

## Stagione

### Formula
Il Nationale 1 1996-1997 vide ai nastri di partenza dodici club; la manifestazione fu organizzata con un girone all'italiana, con gare di andata e ritorno per un totale di ventidue giornate: erano assegnati tre punti per l'incontro vinto, due punti a testa per l'incontro pareggiato e uno per la sconfitta. Al termine della stagione regolare la vincitrice venne proclamata campione di Francia. Le squadre classificate dall'undicesimo al dodicesimo posto retrocedettero direttamente in Nationale 2, il secondo livello del campionato.

## Classifica finale
|                    | Pos. | Squadra         | Pt | G  | V  | N | P  | GF  | GS  | DR   |
| ------------------ | ---- | --------------- | -- | -- | -- | - | -- | --- | --- | ---- |
| Francia (bandiera) | 1.   | Quévert         | 59 | 22 | 18 | 1 | 3  | 105 | 43  | +62  |
|                    | 2.   | Vaulx-en-Velin  | 58 | 22 | 18 | 0 | 4  | 156 | 72  | +84  |
|                    | 3.   | La Vendéenne    | 58 | 22 | 16 | 4 | 2  | 161 | 88  | +73  |
|                    | 4.   | SCRA Saint-Omer | 55 | 22 | 16 | 1 | 5  | 111 | 62  | +49  |
|                    | 5.   | Ploufragan      | 47 | 22 | 12 | 1 | 9  | 96  | 97  | -1   |
|                    | 6.   | Mérignac        | 41 | 22 | 8  | 3 | 11 | 109 | 99  | +10  |
|                    | 7.   | Gujan-Mestras   | 41 | 22 | 9  | 1 | 12 | 96  | 103 | -7   |
|                    | 8.   | Nantes          | 40 | 22 | 7  | 4 | 11 | 77  | 93  | -16  |
|                    | 9.   | Callac          | 37 | 22 | 6  | 3 | 13 | 95  | 115 | -20  |
|                    | 10.  | Plouguerneau    | 36 | 22 | 5  | 4 | 13 | 54  | 74  | -20  |
|                    | 11.  | Lione           | 33 | 22 | 4  | 3 | 15 | 77  | 114 | -37  |
|                    | 12.  | Alencon         | 23 | 22 | 0  | 1 | 21 | 64  | 203 | -139 |

Legenda:
      Campione di Francia e ammessa alla CERH Champions League 1997-1998.
      Ammesse alla CERH Champions League 1997-1998.
      Ammesse in Coppa CERS 1997-1998.
      Retrocesse in Nationale 2 1997-1998.
Note:
Tre punti a vittoria, due a pareggio, uno a sconfitta.